# St. Nikolaus (Weitramsdorf)

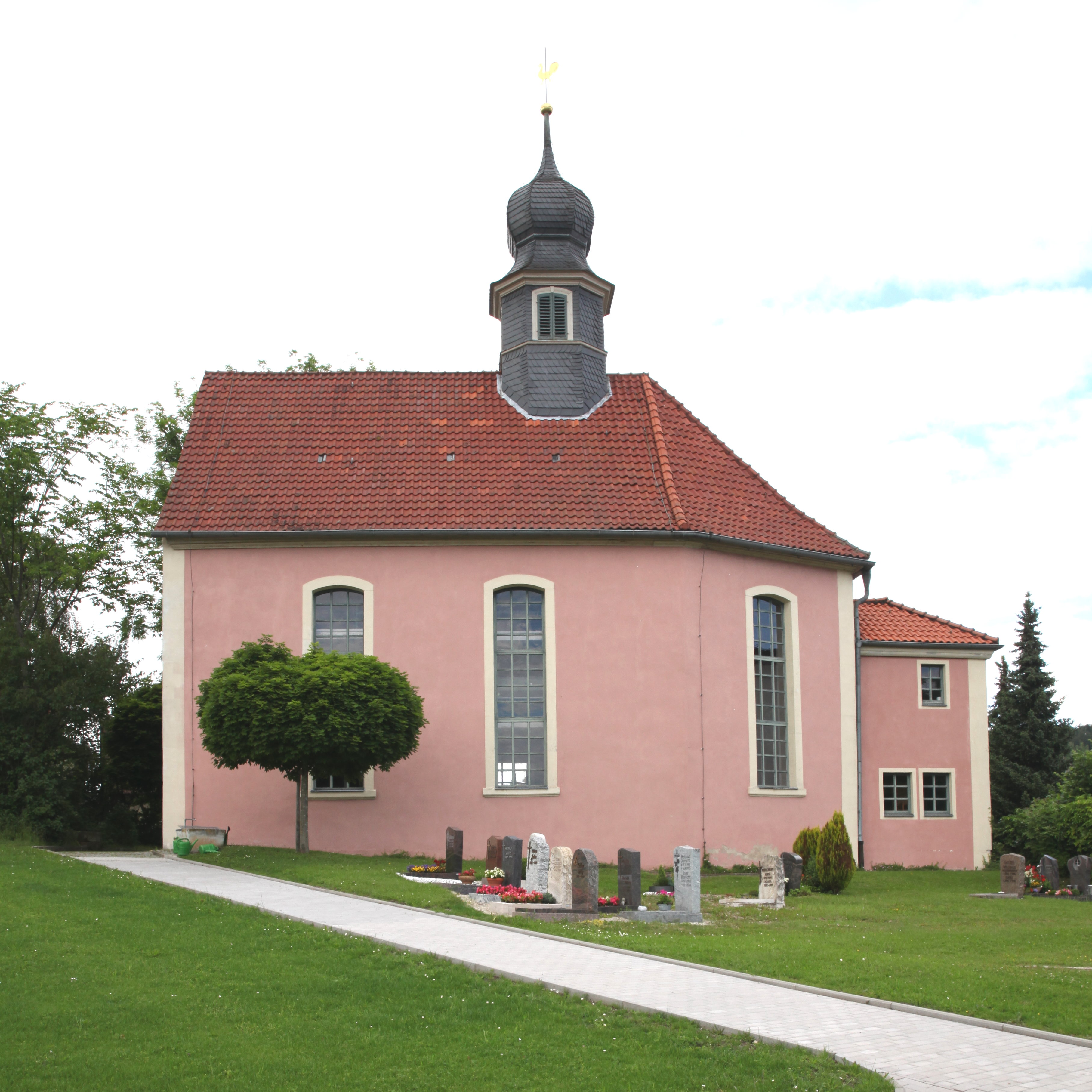
St. Nikolaus in Weitramsdorf

Die evangelisch-lutherische Pfarrkirche St. Nikolaus im oberfränkischen Weitramsdorf im Landkreis Coburg stammt in ihrer heutigen Gestalt aus dem Jahr 1803.

## Geschichte
Weitramsdorf gehörte ursprünglich zum Gauerstadter Kirchensprengel. Eine Kapelle oder Kirche, erstmals 1412 erwähnt, entstand im benachbarten Schlettach und war als Filialkirche auch für Weitramsdorf zuständig. Das Patrozinium des Gotteshauses war St. Nikolaus. In den 1520er Jahren kam es zur Einführung der Reformation. Infolge der ersten protestantischen kursächsischen Kirchenvisitation im Jahr 1528 wurde Schlettach dann eine eigenständige Pfarrei, die auch für das zwischenzeitlich errichtete Kirchlein in Weitramsdorf zuständig war. Das Gotteshaus ließ die Gemeinde 1617 unter Leitung des Coburger Baumeisters Peter Sengelaub, der in Coburg unter anderem das Schulgebäude des Casimirianums geplant hatte, komplett erneuern. Im Verlauf des Dreißigjährigen Krieges wurde Schlettach 1634 total zerstört. Die dortige Kirche war schwer beschädigt worden und wurde nicht mehr aufgebaut. Weitramsdorf wurde daher 1656 neuer Pfarrsitz der Kirchengemeinde.
Zwischen 1801 und 1803 folgten ein Umbau, mit einer Vergrößerung des Kirchenschiffs und einer Erneuerung des Dachreiters, und eine Neugestaltung der Kirche im Markgrafenstil. Die Zimmerarbeiten führten der Einberger Georg Fischer und die Maurerarbeiten der Coburger Johann Adam Hübner durch. Es war die einzige größere kirchliche Baumaßnahme unter dem Coburger Herzog Franz Friedrich.
Im Rahmen einer Renovierung ließ die Gemeinde 1899 bunte Glasfenster beidseits des Altars einbauen. Eine Instandsetzung und Neugestaltung des Innenraums erfolgte 1947 unter Leitung des Architekten Reinhard Claaßen. Es wurden der Altar mit einem Kruzifix des Weitramsdorfer Künstlers Heinz Neupert erneuert, die alte Kanzel durch eine neue des Weitramsdorfer Holzbildhauers Karl Groß ersetzt und ein neuer Taufstein des Coburger Bildhauers Edmund Meusel aufgestellt. 1977/78 erhielt die Kirche bei einer Renovierung wieder das innere und äußere Aussehen im ursprünglichen Baustil von 1803. Nach der Renovierung des Innenraums im Sommer 2003 hat das Gotteshaus in Erinnerung an die ehemalige Kirche in Schlettach den Namen St. Nikolaus erhalten.

## Baubeschreibung

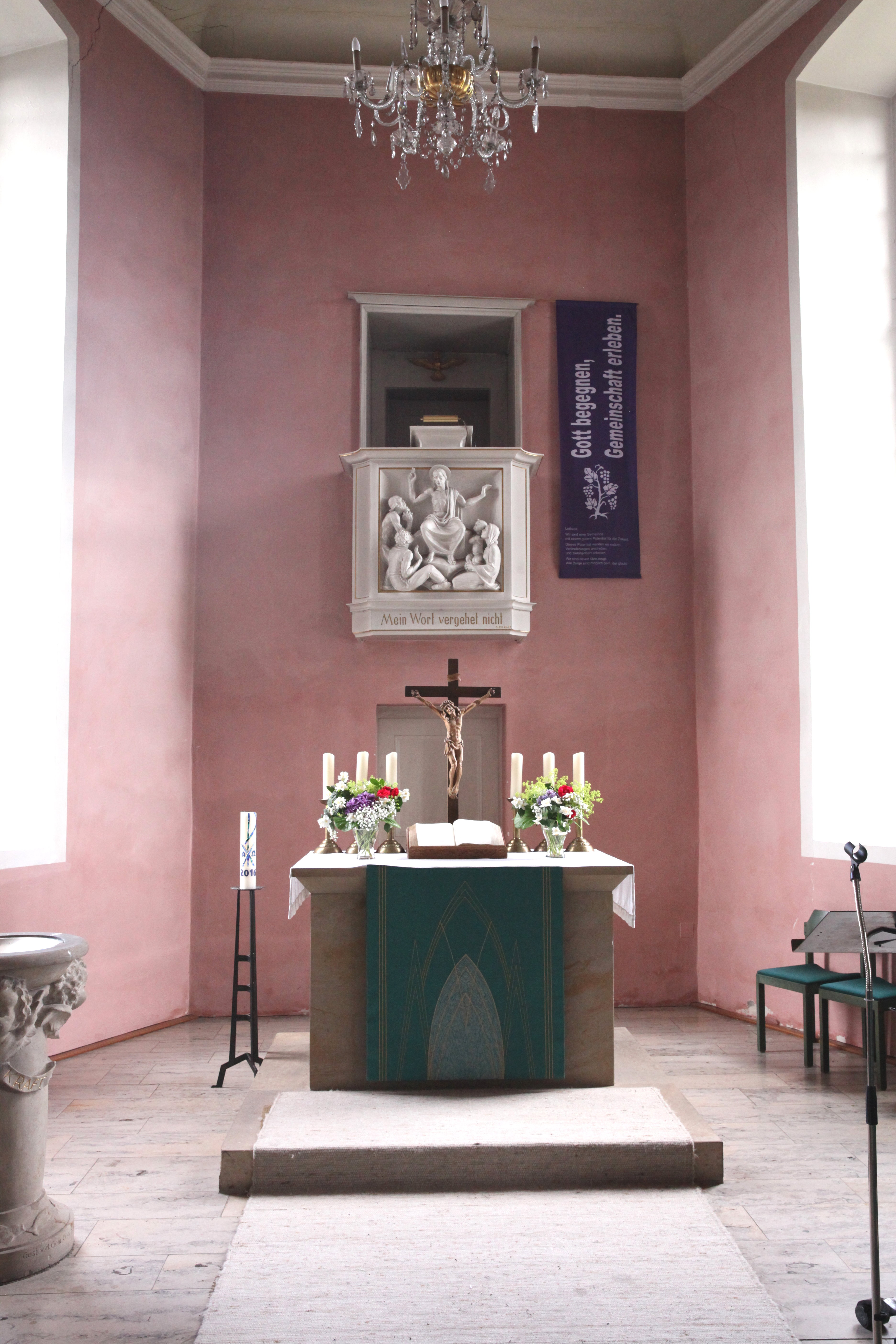
Altar und Kanzel

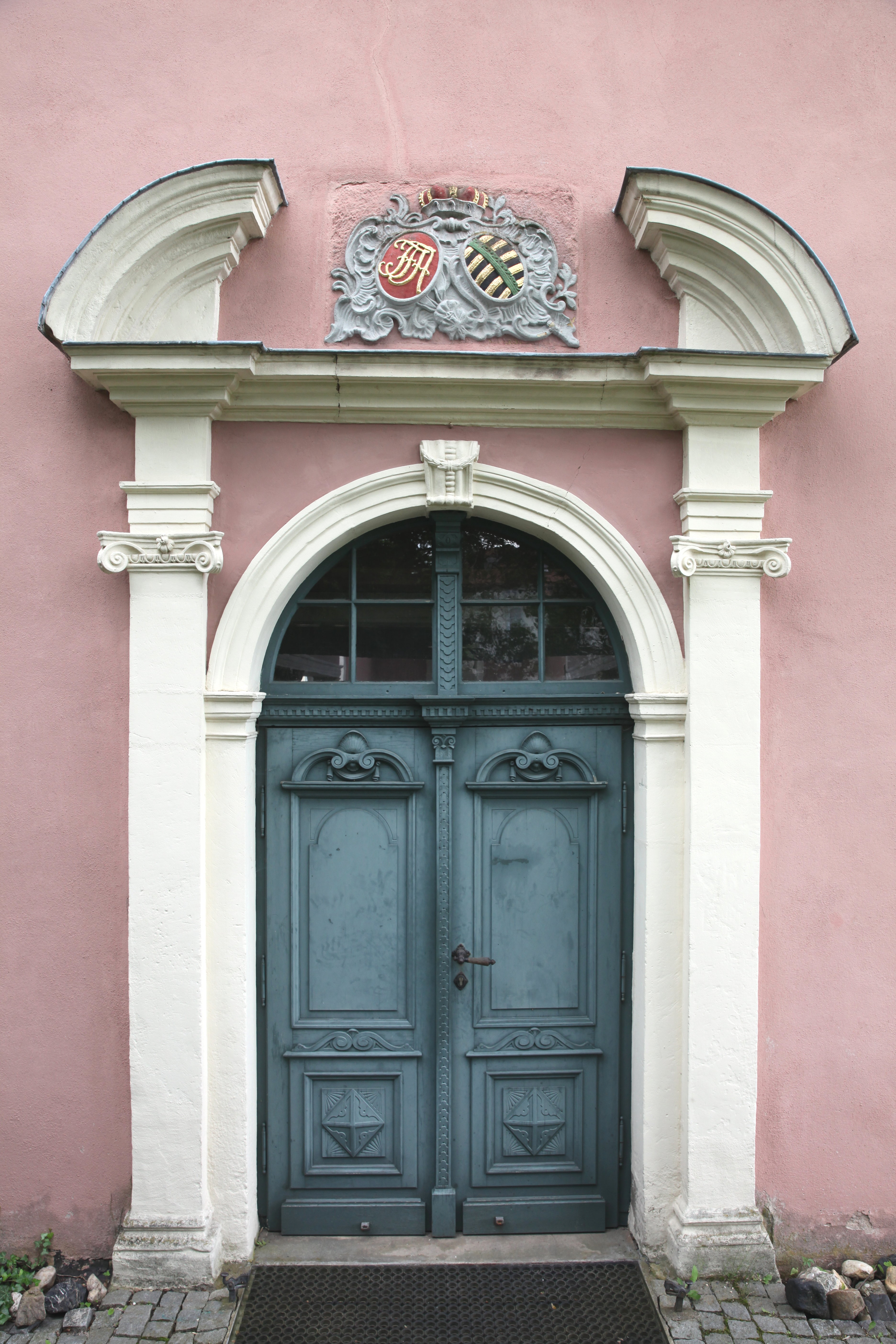
Eingangsportal

Die auf einem Hügel oberhalb vom Augraben, neben dem Friedhof, im Ortszentrum stehende kleine Kirche ist ein rechteckiger Saalbau mit einem dreiseitigen, geschlossenen Chor, der sich leicht verjüngt, und einem Dachreiter. Der verschieferte achteckige Dachreiter befindet sich in der Mitte des Kirchhausdaches und hat eine Schweifkuppel.
Der Altar- und Gemeinderaum ist 14,6 Meter lang und 7,8 Meter breit. Er wird von einer Flachdecke mit Voute überspannt, die mit Stuckumrahmungen und in der Mitte einem Dreieck in Wolken und Strahlen, dem Auge der Vorsehung, verziert ist. Den Innenraum prägen ein schlichter Altar, darüber die Kanzel an der Ostwand, ein gestifteter Kronleuchter und zweistöckige Emporen an den Längsseiten. An der Westseite befindet sich die Orgelempore. Die Emporen werden von römisch-ionischen Holzsäulen getragen. Drei hohe Flachbogenfenster an den Längsseiten, davon eins in der Schrägseite des Chors, gliedern die Fassade. In der Giebelseite befindet sich mittig das Eingangsportal mit einer Rundbogentür, die mit Fascien im Bogen, auf Pfeilern, eingefasst von ionischen Pilastern mit Gebälk und gebrochenem Flachbogengiebel verziert ist. In dem Flachbogengiebel befinden sich Schilde mit dem Namenszug des Herzogs Ernst Friedrich und mit dem Rautenkranzwappen, unter ihm ein Orden, unter der Krone und in Rokokoschnörkeln.
Die Sakristei befindet sich östlich vom Kirchenschiff in einem Anbau. Sie hat eine Flachdecke und rechteckige Fenster.

## Orgel
Im Jahr 1680 erwarb die Kirchengemeinde eine Orgel mit einem Manual, ohne Pedal und mit vier Registern. Diese wurde 1721 um Pedal und zwei Register erweitert. 1739 stellte der Coburger Orgelbauer Paul Daum ein neues Instrument mit Manual, Pedal und zehn Registern für 100 Reichstaler und die alte Orgel auf. Größere Reparaturen sind für 1796 und 1834 belegt. Das Daumsche Werk wurde 1921 wegen Unbrauchbarkeit durch eine moderne Orgel mit zwei Manualen, Pedal und 18 Registern ersetzt, die als Gelegenheitskauf von Georg Hoecke aus Dachwig für 30.000 Mark erworben wurde.
Die gegenwärtige Orgel ist ein Neubau des Göttinger Orgelbauers Paul Ott aus dem Jahr 1965. Sie hat ein Hauptwerk mit sechs Registern, ein Rückpositiv mit fünf Registern und ein Pedal mit drei Registern. Das hölzerne Gehäuse ist vollständig geschlossen. Es besteht aus einem dreiteiligen Prospekt mit einem überhöhten Spitzturm und flügelartig vorgezogenen Rechteckfeldern, flankiert von herabreichenden Gitterfeldern mit Stäben, dahinter das Pedalwerk.

## Pfarrei
Zum Kirchensprengel gehören neben Weitramsdorf die Orte Gersbach und Schlettach.